# إينديبيندس (تكساس)
إينديبيندس، تكساس (بالإنجليزية: Independence, Texas)‏ هي إحدى المناطق في مقاطعة واشنغطن بتكساس، الولايات المتحدة. تبعد اثني عشر ميلا إلى الشمال الشرقي من برينهام، وتأسست في عام 1835 في مستعمرة الأنجلو الأميركيين التي أسسها ستيفن أوستن.

## أعلام
- أندرو جاكسون هيوستن